# Der goldene Handschuh

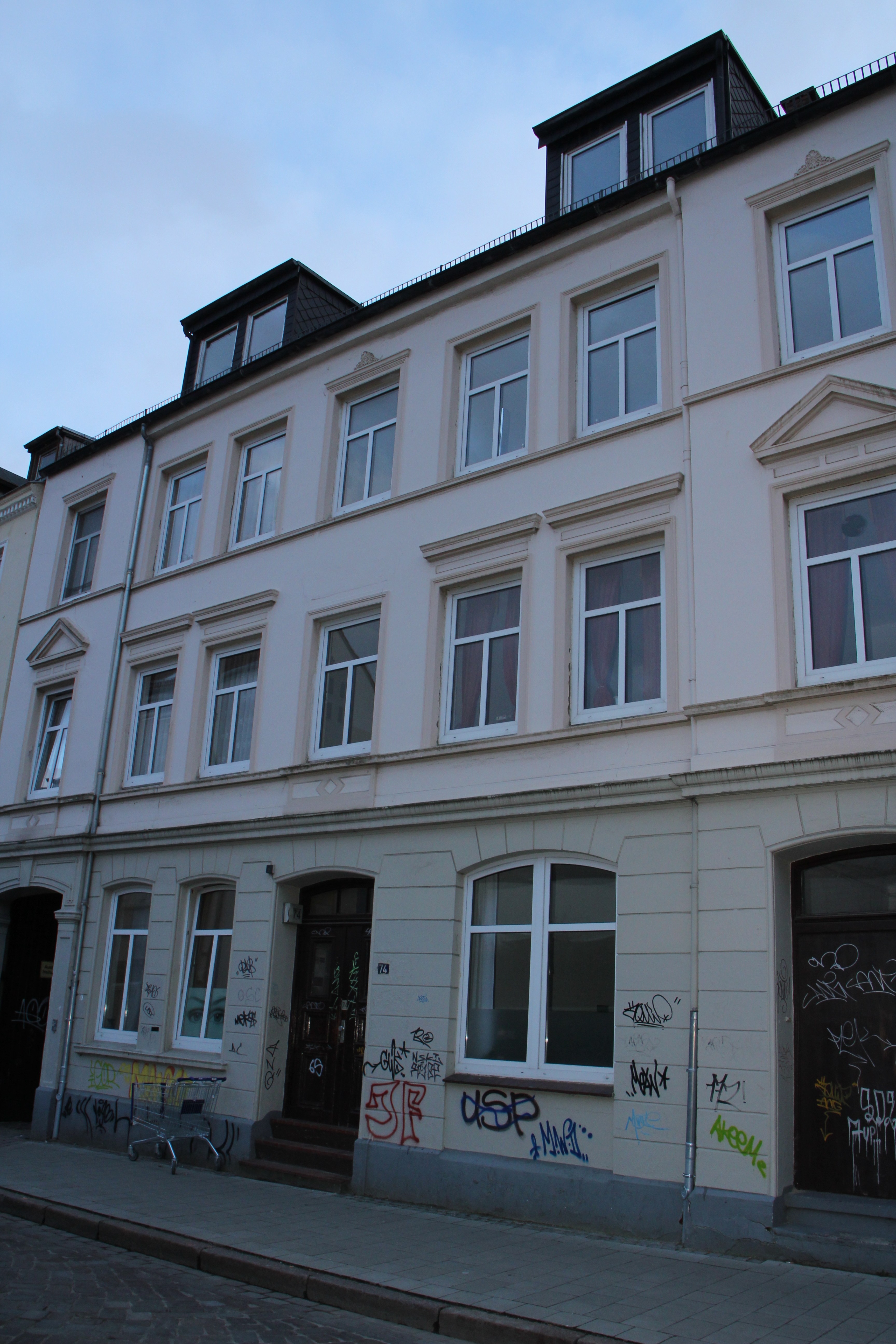
Wohnhaus Fritz Honkas in der Zeißstraße 74

Der goldene Handschuh ist der siebte Roman des Schriftstellers Heinz Strunk und behandelt Abschnitte aus dem Leben des Hamburger Serienmörders Fritz Honka, die sich hauptsächlich um Alkoholexzesse, Sex, soziale Verwahrlosung und daraus resultierende Gewaltverbrechen drehen. Das von Strunk als Tatsachenroman bezeichnete Werk, das überwiegend aus der Täterperspektive geschrieben ist, erschien 2016 und wurde im selben Jahr mit dem Wilhelm-Raabe-Literaturpreis ausgezeichnet, einer der am höchsten dotierten literarischen Auszeichnungen Deutschlands. Der Romantitel bezieht sich auf die Kneipe „Zum Goldenen Handschuh“, in der Honka seine Opfer kennenlernte.

## Inhalt
Das stark regionalbezogene Buch besteht aus drei Teilen: Teil 1 – Ich lernte auf St. Pauli eine ältere Frau kennen, Teil 2 – City Nord und Teil 3 – Dies ist kein Albtraum, dies ist ein Todeskampf. Die Milieustudie, die ihr Zentrum in der Kneipe „Zum Goldenen Handschuh“, einer Art „Vorhöllen-Kneipe“ hat, behandelt die Geschichte des Frauenmörders Fritz Honka in den 1970er-Jahren. Die Geschichte handelt von seinen Jahren in Hamburg, seiner Begegnung mit Gerda Bräuer, bis hin zu seinem zunehmenden Wahnsinn und den Morden an drei weiteren Frauen, die an der Nachkriegsgesellschaft zerbrochen waren. Honka ist dabei von einem starken Hass auf Frauen, ständiger sexueller Erregung und Sentimentalität getrieben. „Wenn die hinfällt, lass ich sie einfach liegen“. Sex hat für ihn nur noch die Bedeutung, andere „kaputt zu machen so wie man ihn damals kaputt gemacht hatte.“ Mit den körperlich und geistig heruntergekommenen, alten und zahnlosen Prostituierten trinkt er sich regelmäßig in die Besinnungslosigkeit und gleitet dabei in eine Welt ab, die von destruktiven Phantasien geprägt ist. Ein zweiter Erzählstrang beschreibt in Episoden das Schicksal der fiktiven Hamburger Reederfamilie von Dohren, welche sich während der Zeit des Dritten Reiches an jüdischem Besitztum bereichert hat und seitdem von den Hamburger Eliten gemieden wird. Während nach außen hin die großbürgerliche Fassade aufrechterhalten wird (obwohl die Reederei bereits längst dem Konkurs entgegengeht), sind die einzelnen Familienmitglieder von Hass aufeinander und sexuellen Obsessionen beherrscht. Die Überschneidung mit der Biografie Honkas ergibt sich daraus, dass Mitglieder der Dohren-Familie ebenfalls den „Goldenen Handschuh“ aufsuchen.
Als Motto ist dem Buch eine beinahe ganzseitige autobiografische Reflexion des Knabenmörders Jürgen Bartsch aus seinem Briefwechsel mit Paul Moor vorangestellt. Strunk hatte zunächst geplant, den Roman über Bartsch zu schreiben, entschied sich jedoch für Honka, da der Fall des Kindermörders keine humoristische Bearbeitung zugelassen hätte.

## Handlung

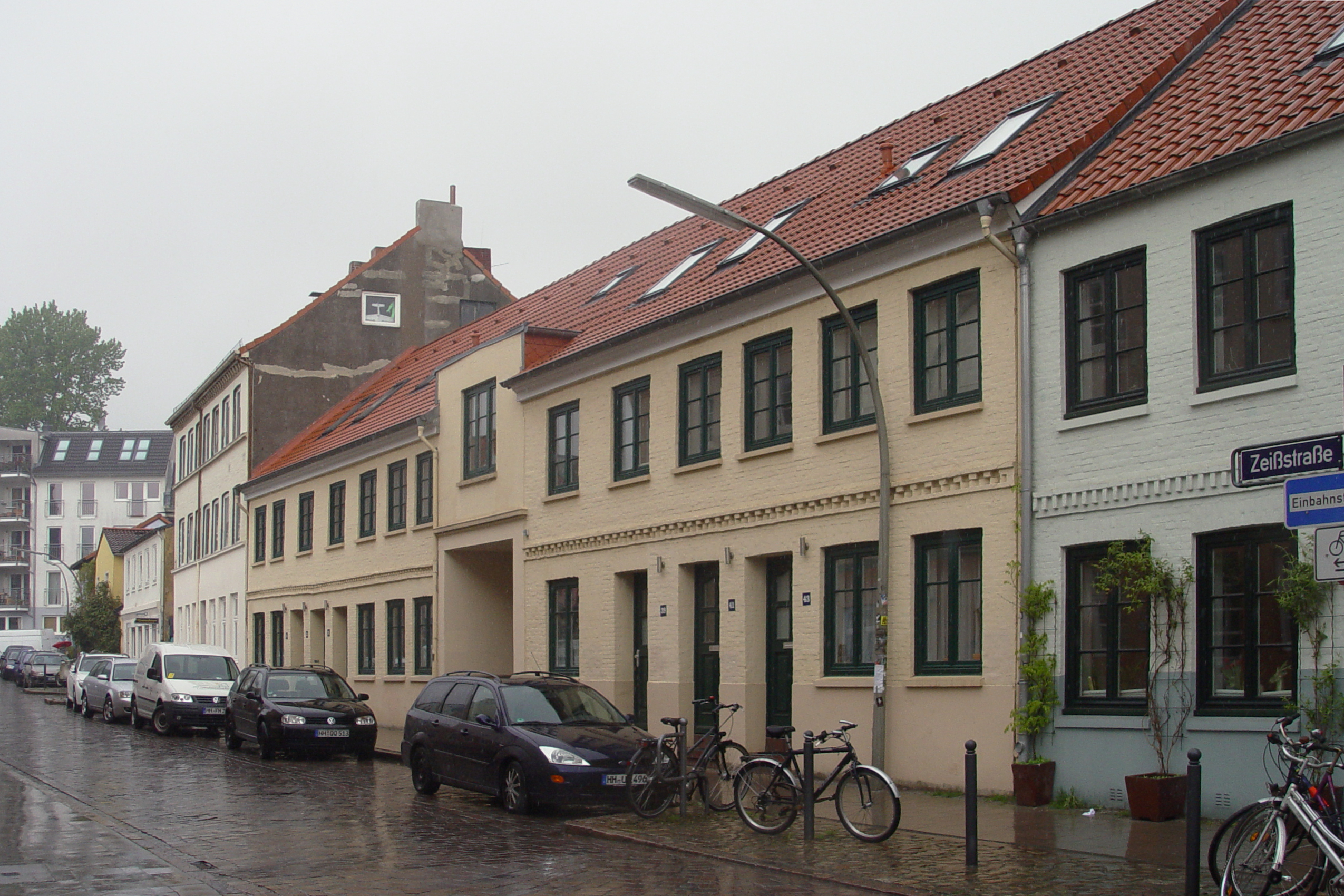
Ansicht der Zeißstraße

Die Handlung setzt im Jahr 1971 mit den ersten Leichenfunden auf dem Gelände der ehemaligen Holsatia-Schokoladenfabrik in Hamburg-Altona ein. Die Tote wird als Gertraud B. identifiziert und der Verdacht fällt zunächst auf ihren ehemaligen Freund Winfried Schuldig, der aufgrund ihrer damaligen Aussage zu einer Haftstrafe verurteilt wird. Die Polizei kann dem gewalttätigen Arbeiter die Tat jedoch nicht nachweisen. Kapitel 1 beginnt im Februar 1974 in Honkas Stammkneipe „Zum goldenen Handschuh“ am Hamburger Berg, in der der alkoholabhängige Gelegenheitsarbeiter Honka, der dort von allen Fiete genannt wird, täglich große Mengen „Fako“ (Fanta-Korn) trinkt und seine Frauenbekanntschaften macht. Sein Lieblingsstück ist der Schlager Es geht eine Träne auf Reisen von Salvatore Adamo. Im goldenen Handschuh lernt er Gerda Voss kennen, sie ist obdachlos und trägt ihre gesamte Habe in einem Beutel mit sich herum, als einziges Kleidungsstück besitzt sie eine Kittelschürze und muss sich für Obdach und Essen prostituieren. Fiete nimmt sie zu sich nach Hause in die Zeißstraße in Hamburg-Ottensen mit.
Zur gleichen Zeit in der Elbchaussee nimmt die Familie Dohren das Abendessen ein. Während sich der Senior und der Junior mit den Geschäften ihrer Reederei beschäftigen, hat der pubertierende Enkel, Wilhelm Heinrich von Dohren/WH3, der am Noonan-Syndrom erkrankt ist, mit seiner aufkeimenden Sexualität zu kämpfen. Aufgrund seines abstoßenden Äußeren fällt ihm der Kontakt zu gleichaltrigen Mädchen schwer. Obwohl sie nach außen hin ein einigermaßen intaktes Bild gepflegter Bürgerlichkeit abgibt, unterscheidet sich die Familie von Dohren innerlich kaum von dem sozial schwachen Umfeld Fritz Honkas: Die einzelnen Familienmitglieder hassen sich inbrünstig, ihr Vermögen machten sie einst durch skrupellose Ausnutzung der Zwangslage eines jüdischen Reeders, der im Dritten Reich fliehen musste. Dies hat ihr nicht nur die Verachtung der anderen wohlhabenden Familien Hamburgs eingebracht, sondern ist letztlich auch nicht von Dauer gewesen: Zwar wird das herrschaftliche Leben noch einigermaßen aufrechterhalten, aber in Wirklichkeit hat die Reederei geschäftlich längst den Anschluss verpasst und geht dem Konkurs entgegen.
Honka beschließt mit Gerda für ein paar Tage zusammenzuleben, was jedoch aufgrund des exzessiven Trinkens der beiden zu einem gewalttätigen Dauerrausch ausartet. Es kommt zu einvernehmlichem Sex gegen Logis. Honka nimmt ihr den Ausweis ab und schließt sie in seiner verkommenen Mansardenwohnung ein. Auch seine Alkoholvorräte muss er zur Sicherheit wegschließen. Gerda beschließt in einem nüchternen Moment, Honka den Haushalt zu führen. Zur Belohnung betrinken sich die beiden abermals im „Goldenen Handschuh“. Immer wieder kommt es zu Abstürzen. Insgeheim führt Honka eine Kosten-Nutzen-Rechnung über seinen weiblichen Gast und ist über ihren unkontrollierten Alkoholkonsum verärgert. Er schlägt und misshandelt sie. Dabei zerbricht ihr Gebiss. Honka hat der Frau ihre letzte Würde genommen.

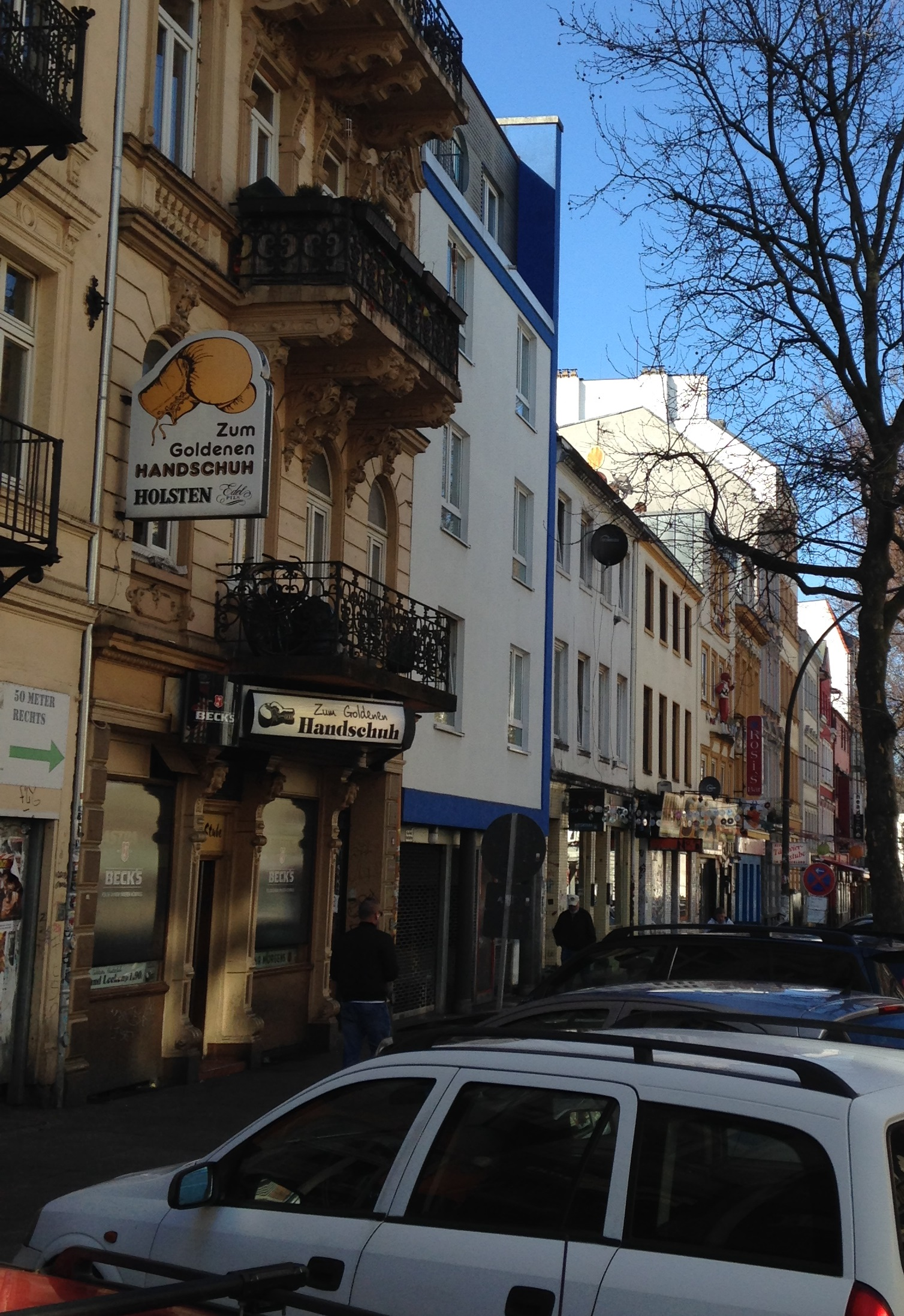
Eingang der Kneipe Zum Goldenen Handschuh auf St. Pauli

Karl von Lützow, wohlhabender Inhaber einer Kieler Anwaltskanzlei und Schwiegersohn derer von Dohren, ist ebenfalls schwer alkoholkrank, suizidgefährdet und füllt die Leere in seinem Leben durch wahllose Sexabenteuer mit wenig attraktiven Frauen. Nicht perfekte Schönheit zieht ihn an, sondern Frauen mit körperlichen Gebrechen, die er beherrschen kann. Immer wieder zwingt er Frauen zu demütigenden SM-Praktiken, bei denen er ihnen Gewalt antut und sie beinahe tötet.
In der Zeißstraße will sich Gerda erkenntlich zeigen und für einen Besuch von Fritz’ Bruder „Siggi“ kochen. Die Bewirtung wird ein voller Erfolg für Gerda und die drei betrinken sich anschließend mit billigem Schnaps, der bei allen Beteiligten zu einem totalen „Filmriss“ führt. Fritz Honka legt Gerda eine handschriftliche Erklärung vor, in der sie mit ihrer Unterschrift bestätigt, von nun an keinen freien Willen mehr zu besitzen, sich ihm vollkommen zu unterwerfen und ihm ihre Tochter Rosi (zu der sie allerdings keinen Kontakt mehr hat) zuzuführen. Honka rechtfertigt dies mit „zu viel Freiheit bekommt dem Menschen nicht“. Gerda ist zunächst dankbar, wenigstens ein Dach über dem Kopf zu haben und nimmt dafür auch in Kauf, dass Honka an ihr erniedrigende Sexualpraktiken durchführt. Die beiden zieht es immer wieder in ihre Stammkneipe am Hamburger Berg, wo sie ihre Freizeit verbringen, die von einer Atmosphäre aus Suff und körperlicher Gewalt geprägt ist. Im „Goldenen Handschuh“ kommt es eines Tages zu einer brutalen Kneipenschlägerei, da bedingt durch einen Orkan weniger Prostituierte unterwegs waren und eine größere Gruppe englischer Matrosen ihren Geschlechtstrieb nicht abreagieren konnten. Der „Triebstau“ der Männer entlädt sich in roher Gewalt. Die Polizei muss mehrere Verhaftungen vornehmen. Fritz Honka kommt zu dem Ergebnis, dass Gerda ihm zu viele Kosten verursacht, daher schickt er sie zur Arbeit in eine Fischfabrik, das dort verdiente Geld muss sie Honka abliefern. Als er einen Arbeitsunfall erleidet, kommt er für längere Zeit ins Krankenhaus. Währenddessen nimmt Gerda im „Elbschlosskeller“ Kontakt zu älteren Freiern auf und nimmt sie mit in die Zeißstraße. Honkas Wohnung verwandelt sich in ein Bordell. Eines Tages fragt ein Freier sie, ob sie ihn nicht nach Hannover begleiten möchte, sie fährt mit und ab diesem Zeitpunkt verliert sich ihre Spur.
Kapitel 2 beginnt damit, wie Wilhelm Heinrich von Dohren/WH3 seiner attraktiven Mitschülerin Petra Schulz Avancen macht. Er, der ständig onaniert und immer noch über keinerlei praktische sexuelle Erfahrung verfügt, will sie verführen. Um als Mann zu reifen, treibt er sich in St. Pauli herum, und es verschlägt ihn in den „Goldenen Handschuh“.

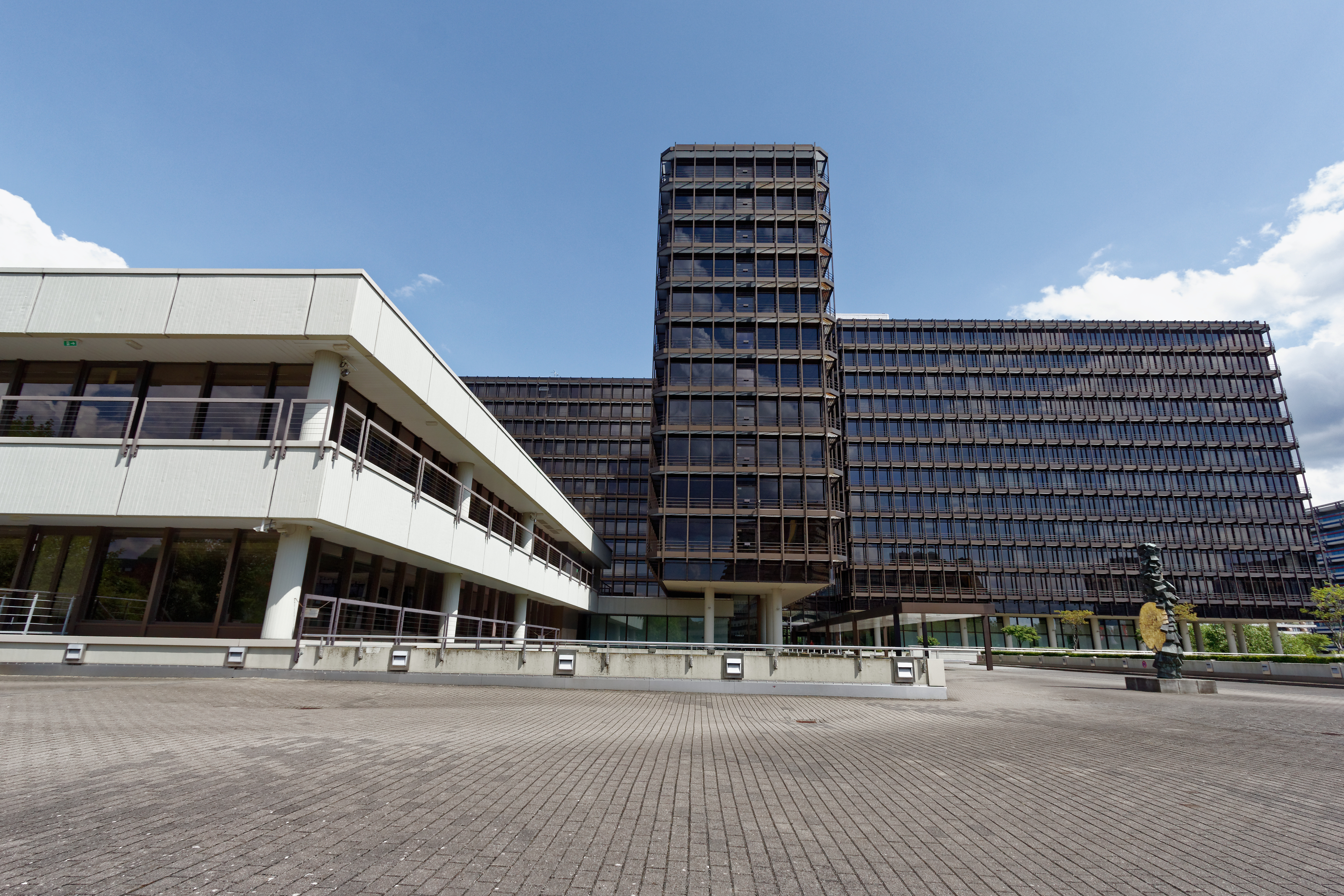
Das ehemalige Shell-Haus am Überseering 35 in der City Nord

Honkas trostloses Leben erfährt währenddessen eine unerwartete Wendung. Er erhält bei der Firma Shell eine Anstellung als Wachmann im Bürogebäude der City Nord. Damit verbessert sich sein sozialer Status grundlegend. Er hat jetzt Geld, ein geregeltes Leben und eine Uniform, mit der er angeben kann. Fritz reduziert seinen Alkoholkonsum daher drastisch, um die Anforderungen, die an ihn gestellt werden, auch erfüllen zu können. Er gewöhnt sich an das normale Leben eines Arbeitnehmers und tut Dinge, die er davor nie getan hatte. So nimmt er zum Beispiel an einer Hafenrundfahrt teil und besucht Hagenbecks Tierpark. Während seiner Arbeit verliebt er sich in die verheiratete Putzfrau Helga Denningsen. Er lernt auch ihren Mann Erich kennen und die drei feiern im Shell-Bürogebäude am Kapstadtring einen feuchtfröhlichen Geburtstag. Fritz, der sich nicht mehr an seine Vorsätze halten kann, ist völlig betrunken und erzählt Episoden aus seiner Lebensgeschichte. Von seiner Flucht 1952 aus der DDR oder wie er im Westen in Hamburg-Billwerder eine Anstellung auf dem Hof des Bauern Frerk findet. Der Landwirt quält und misshandelt den Flüchtling. Eines Tages hält es Fritz nicht mehr aus und er flieht mit Frerks Fahrrad. Der Bauer erwischt ihn mit seinem Traktor und verletzt ihn schwer. Hilflos überlässt er Fritz im Straßengraben seinem Schicksal. Fritz wird gefunden und überlebt im Krankenhaus. Sein Gesicht, seine Nase und seine Zähne werden jedoch für immer deformiert bleiben. Fritz beginnt eine starke Eifersucht auf Erich Denningsen zu entwickeln, da er Helga für sich ganz allein beansprucht. Seine Hassgefühle entwickeln sich sogar bis zu Mordphantasien gegenüber seinem Nebenbuhler. Fritz ist wieder einmal stark betrunken und wird Helga gegenüber zudringlich. Doch sie kann sich noch im letzten Moment von ihm befreien.
Nach Helgas Zurückweisung verfällt Honka sofort wieder in alte Verhaltensmuster. Er trinkt wieder täglich und unkontrolliert. Dabei überschreitet sein Hass auf Frauen alle Grenzen.
In Kapitel 3 ist Honkas Leben wieder einmal am Tiefpunkt angekommen. Er gibt einen Großteil seines Lohns für Alkohol und Prostituierte aus. Außerdem nehmen seine Gewaltphantasien bedrohliche Ausmaße an. Er erinnert sich wieder an traumatische Ereignisse kurz nach seiner Flucht in die BRD. Wie er in einem Obdachlosenasyl dazu gezwungen wurde, so lange Wermut zu trinken, bis er davon abhängig wurde und wie er von einem Mann vergewaltigt wurde. Honka will Rache nehmen, für all das, was man ihm angetan hatte. Seine Einsamkeit in der Zeißstraße verbringt er mit einer Plastikpuppe. Im „Goldenen Handschuh“ macht er gelegentlich neue Frauenbekanntschaften. Die einzigen Frauen, die sich mit ihm noch abgeben, sind alte und verwahrloste Prostituierte, die für Alkohol bereit sind, mit ihm Sex zu haben. Der „Goldene Handschuh“ ist erneut Schauplatz menschlicher Dramen und beschleunigt Honkas Abwärtsstrudel. Eine Frau stirbt auf der Toilette und im Gastraum kommt es wieder einmal zu einer brutalen Schlägerei. „Gewalt ist wie ein Brand, denkt Fiete, du kannst ihn nicht bändigen, wenn er ausgebrochen ist“. Honka nimmt Inge und Herta mit nach Hause, um ihnen Gewalt anzutun und sie mit Gegenständen wie Kochlöffeln, Knackwürsten und Bananen zu penetrieren. Nachdem die Frauen seine Wohnung betreten, beschweren sie sich über den unerträglichen Gestank. Honka beruhigt sie mit der Erklärung, dass unter ihm griechische Gastarbeiter wohnen, die fremdartige Gerichte, wie stark knoblauchgewürztes Hammelfleisch, kochen. In Wahrheit kommt der Leichengeruch vom Holzverschlag in seiner übermäßig beheizten Wohnung, hinter dem er menschliche Gliedmaßen früherer Taten aufbewahrt. Herta kann ihm entkommen und flieht durch das Toilettenfenster. Das Schicksal Inges ist nicht bekannt.
Honka nimmt abermals eine alkoholkranke Frau, Anna, mit nach Hause. Sie weiß, dass sie sterben muss und trinkt pausenlos, so dass sie ins Delirium abgleitet. Fritz will ihrem erbärmlichen Dahinvegetieren ein Ende setzen und erwürgt die Frau. Frieda und Ruth werden seine letzten Opfer, die in seiner Wohnung sterben müssen.
Im Postskriptum wird in Originalzitaten vom Wohnungsbrand und von der Entdeckung der Leichen am 17. Juli 1975 in der Zeißstraße Nr. 74 berichtet, unter verminderter Schuldfähigkeit die Urteilsverkündung am 20. Dezember 1976 vor dem Hamburger Landgericht, seine letzten Jahre unter dem Namen Peter Jensen in einem Alten- und Pflegeheim in Scharbeutz an der Ostsee und schließlich die Todesnachricht des Fritz Honka nach einer Herz-Lungen-Erkrankung am 19. Oktober 1998.

## Schauplatz
Titelgebender Schauplatz des Romans ist die Hamburger Traditionskneipe Zum Goldenen Handschuh auf dem Hamburger Berg Nr. 2 in Hamburg-St. Pauli, die im Jahr 1953 vom Profiboxer Herbert Nürnberg gegründet wurde. Gegenüber vom „Goldenen Handschuh“ befindet sich das Lokal „Elbschlosskeller“, welches von Honka ebenfalls frequentiert wurde. Nürnbergs Kneipe hat ganzjährig und nahezu rund um die Uhr geöffnet und sein Publikum kommt überwiegend aus dem Bereich der Randständigen der Gesellschaft („Laufsteg der Entstellten“). Der „Goldene Handschuh“ bietet ein spezielles Soziotop aus „Originalen“ vom Kiez, Rockern, Hafenarbeitern und Schauerleuten, alternden Prostituierten und Gewohnheitstrinkern.

„Manche sitzen zwanzig, dreißig Stunden hier. Einmal hing einer zwei Tage und zwei Nächte bewegungslos auf seinem Hocker, der war schon tot, wegen des Schichtwechsels hat aber keiner was gemerkt. Gesunder Schlaf dachten die Leute. In der dritten Nacht war jemand gestürzt und hatte im Fallen den Toten mitgerissen, sonst wäre es wohl erst aufgefallen, wenn ihn die Ratten angenagt hätten.“

## Recherchearbeit
Den Anstoß zum Schreiben des Romans gab Strunks Bekanntschaft mit dem Wirt des Goldenen Handschuhs, Sascha Nürnberg, im Jahr 2009. Strunk erhielt im Hamburger Staatsarchiv Einsicht in die Prozessakte Honka, die der Öffentlichkeit bislang verschlossen gewesen war. Die Kneipe hat er während der Entstehungszeit des Romans seit 2012 ca. 150 mal besucht. Nach Angaben des Autors hat die Entstehung der ersten Fassung von insgesamt 18 Fassungen ein halbes Jahr in Anspruch genommen. Das Lektorat dauerte ein weiteres Jahr. Dabei wurde das Volumen des Manuskriptes von 600 auf 250 Seiten verdichtet. In seiner Dankrede zum Wilhelm-Raabe-Preis dankt Strunk seinem Lektor Marcus Gärtner, der ihn seit Beginn seiner schriftstellerischen Laufbahn betreut.

## Figuren
- Fritz „Fiete“ Honka: Hilfsarbeiter und später Wachmann, tragische Hauptfigur
- „Siggi“ Honka: sein einziger in Hamburg lebender Bruder, kümmert sich um Fritz
- Gerda Voss: Gelegenheitsprostituierte, lebt eine Zeitlang mit Honka zusammen und verschwindet schließlich spurlos[15]
- Gertrud B. (48): Gelegenheitsprostituierte, Honkas erstes Mordopfer
- Anna B.: Gelegenheitsprostituierte, Honkas zweites Mordopfer
- Frieda R.: Gelegenheitsprostituierte, Honkas drittes Mordopfer
- Ruth S.: Gelegenheitsprostituierte, Honkas viertes Mordopfer
- Herbert Nürnberg: ehemaliger Profiboxer und Wirt im „Goldenen Handschuh“
- „Anus“ alias Arno: Tresenbedienung im „Goldenen Handschuh“
- Helmut Berger alias „Leiche“, die „Schimmligen“, die „Säberalmas“, „Soldaten-Norbert“, „Doornkaat-Willy“, „Fanta-Rolf“, „Taxi-Dieter“, „Tampon-Günther“, „Nasen-Erni“, Gisela von der Heilsarmee: Stammgäste im „Goldenen Handschuh“
- Helga Denningsen: Putzfrau und Arbeitskollegin, Fritz’ Objekt der Begierde
- WH1: Wilhelm Heinrich von Dohren, Patriarch einer hanseatischen Reederfamilie, WH 1 ist randvoll mit Hass, und zwar bis obenhin, mehr geht nicht.[10]
- WH2: Wilhelm Heinrich von Dohren, sein beziehungsgestörter Sohn
- WH3: Wilhelm Heinrich von Dohren (17), sein pubertierender Enkel
- Margit von Dohren: Ehefrau von WH2
- Karl von Lützow: Bruder von Margit von Dohren, Inhaber einer Anwaltskanzlei, leidet unter Satyriasis
- Petra Schulz: Mitschülerin von WH3, WH3s Objekt der Begierde

Die Figuren in Strunks Roman zeichnen sich durch Alkoholismus, mangelnde Bildung und fehlenden Respekt gegen sich und andere aus. Ihre Hauptfixierung ist auf „unpersönlichen Geschlechtsverkehr“ ausgerichtet. Für den kleinwüchsigen und durch Misshandlungen entstellten Honka
war es von großer Bedeutung, sich die Frauen auszusuchen, die aufgrund ihrer prekären finanziellen Situation, fortgeschrittenem Alkoholismus und mangelnder Körperhygiene noch weit unter ihm standen, um ein Überlegenheitsgefühl zu empfinden. Parallel dazu steht die Geschichte der Familie von Dohren, gewissermaßen als Kontrastpunkt seines „Sozialpanoramas der 1970er Jahre“. Moralisch gesehen, stehen sie genauso weit unten da, wie die gescheiterten Existenzen vom Hamburger Berg. Der Geldadel hat ganz ähnliche Probleme mit Sex und Alkoholkonsum. Allerdings auf einem anderen Niveau. Nach Aussage von Strunk im Tagesspiegel, wäre eine nur auf die Figur des Fritz Honka konzentrierte Geschichte, „des Schlechten zu viel gewesen“. Honka, WH3 und Karl von Lützow sind drei Männerschicksale, drei Verlierer und drei tickende Zeitbomben in der Erzählung.

## Sprachstil
„Drei Uhr morgens an einem eisigen Tag im Februar 1974, der kleine, schiefe Mann mit dem eingedrückten Gesicht und den riesigen Händen sitzt seit zwölf Stunden auf seinem Stammplatz an der kurzen Seite des L-förmigen Tresens und redet auf den Nebenmann ein: «Ich kannte da ma eine, die hab ich geliebt. Irgendwann war sie weg. Das ganze parfümierte Fleisch, da denk ich noch mein Leben dran. Der Leberfleck und alles … aber wenn die ein so sieht wie jetzt grad, so tief kann eine ja nich sinken, dass ihr das egal ist …».“

Strunks Buch bedient sich häufig derbster Gossenausdrücke wie „Bitte wässern Sie Ihren Aal nicht in der Dame“, „Ich könnte Fotzen fressen wie Kartoffelsalat. Ich werde den Sack erst auswringen und dann reinstopfen. […] Ich werde ihr in den Arsch pissen. Den vorderen Teil kannst du haben“., dem originalgetreuen Wortschatz der damaligen Zeit, wie zum Beispiel Ausdrücke wie „nicht ganz schussecht“, „Thööölke!“ oder „Braunschen Röhre“ für Cola beziehungsweise komplett neuen Wortschöpfungen über den Alkoholkonsum in verschiedenen Stufen wie „Schmiersuff“, „Vernichtungstrinken“ oder „Verblendschnäpse“.

## Rezeption

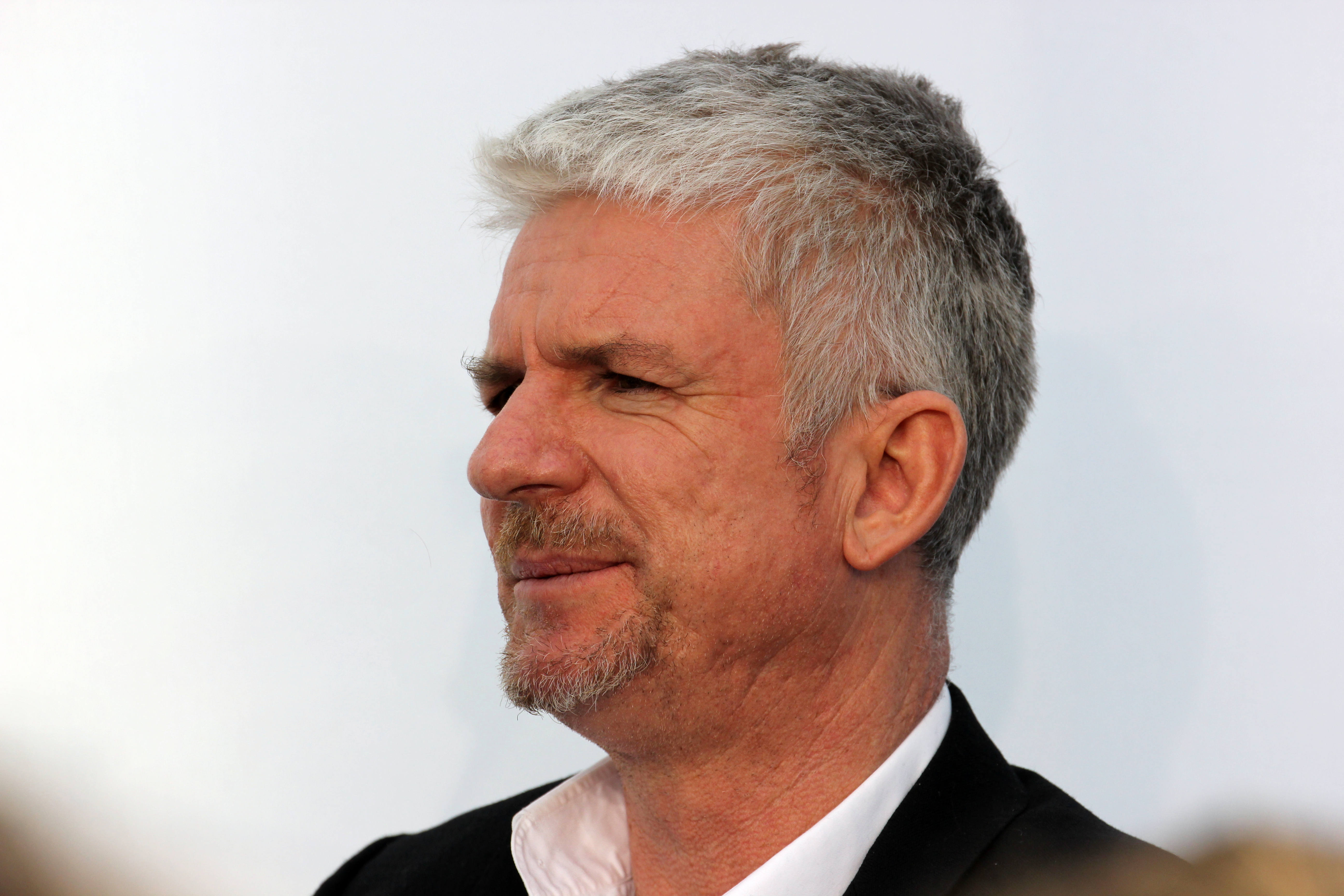
Heinz Strunk im März 2016 auf der Leipziger Buchmesse

„Der goldene Handschuh“ hat überwiegend positive Kritiken erhalten. Der Roman, welcher tragikomische Züge enthält und die expliziten Tötungsakte nach einer ausgiebigen Schilderung des Verlierens, des Hässlichen und der Selbstdemütigung erst gegen Ende der Geschichte erzählt, will mehr als nur eine „Freakshow“ sein. „So lässt Strunk nach der Vorstellung des Randpersonals seinen Erzähler selbst vom Tresen des Handschuhs aufstehen und ins Zentrum der Geschichte wandern“. Er habe es meisterhaft verstanden, eine Geschichte in einem schwierigen Milieu wie St. Pauli anzusiedeln, ohne dabei in Sozialkitsch abzurutschen. Einprägsam sei vor allem die „verstörend, mitfühlende Sprache“, der Strunk sich bediene. Zu seinen Hauptaussagen gehöre, dass „Verkommenheit keine Frage des sozialen Status“ sei, dass sie nicht nur in der Unterschicht ansässig ist, sondern in anderer Erscheinungsform auch bei den Eliten, die hier von der Familie von Dohren verkörpert werden, auftrete. Ein Alleinstellungsmerkmal der Figuren Strunks in der deutschsprachigen Gegenwartsliteratur sei ihr Selbsthass. „Verlangen sei ein Feuer des Bösen“, so heißt es in Strunks Roman als Weltbild und dies gelte sowohl für das armselige Leben des Hilfsarbeiters Honka wie auch für die noble Familie derer von Dohren.

## Auszeichnungen
- Preis der Leipziger Buchmesse 2016 (nominiert in der Kategorie Belletristik)
- Hubert-Fichte-Preis (Shortlist)[22]
- SWR-Bestenliste März 2016
- Wilhelm Raabe-Literaturpreis 2016

## Verfilmung
Die Dreharbeiten für einen gleichnamigen Kinofilm begannen am 2. Juli 2018 in Hamburg. Regisseur ist Fatih Akin, die Hauptrolle des Fritz Honka spielt Jonas Dassler. Produzenten sind bombero international zusammen mit Warner Bros. Filmproduction Germany und Pathé. Der Filmstart war am 21. Februar 2019.

## Textausgaben
- Heinz Strunk: Der goldene Handschuh. Rowohlt, Reinbek bei Hamburg 2016, ISBN 978-3-498-06436-5.[24]